# خواص المواد
خواص المادة هي سمات مميزة لكل مادة، وتعرف بأنها غير مقدارية (لا تختلف باختلاف مقدار المادة) ويمكن غالبا وصفها كميا، وذلك من خلال وحدات للقياس تمكننا من المقارنة بين المواد وترتيبها حسب كل خاصية مما يساعد في اختيار المادة حسب المواصفات المطلوبة.فمثلا الكثافة ووحدتها كيلوجرام/مترمكعب هي خاصية غير مقدارية للمادة حيث أنها ثابتة أينما أخذنا العينة من المادة الموجودة . وكذلك حرارة نوعية ووحدتها جول/مول أيضا خاصية غير مقدارية حيث أنها تنطبق على أي مول من المادة . تسمى تلك الخاصيتان وأشباههما في الترموديناميكا «خاصية مكثفة».
وقد تكون خواص المادة رقما ثابتا وقد تتغير حسب متغير (مثل الحرارة) أو أكثر من متغير. وقد تتغير قيمة خواص المادة تبعا لاتجاه القياس وهو ما يعرف بـ تباينية الخواص. مثال على ذلك أن مغناطيسية بلورة في اتجاه المحور السيني قد تختلف عن مغناطيسيتها في اتجاه المحور الصادي.
وبالنسبة للخواص التي تربط بين ظاهرتين طبيعيتين فهي تتغير بشكل خطي أو شبه خطي خلال نطاق معين، فهي تعتبر قيمة ثابتة خلال هذا النطاق.

## خواص فيزيائية

### خواص ميكانيكية
- معامل يونغ
- معامل المرونة النوعي
- مقاومة الشد
- مقاومة الانضغاط
- مقاومة القص
- مقاومة الخضوع
- المطيلية
- قابلية الطرق
- الانفعال عند الانهيار
- مؤشر التصليد بالانفعال
- الصلادة
- المتانة
- شدة تحمل صدمة
- نسبة بواسون
- التصليدية (للمعادن)
- قابلية اللحام
- حد الكلال أو حد التعب
- الكثافة
- اللزوجة
- النفاذية
- المسامية
- السرعة الانفجارية
- مؤشر السريان عند الانصهار (بالإنجليزية: Melt Flow Index)‏
- الثوابت الكهرضغطية
- الرجوعية

### خواص كهربية
- الموصلية الكهربائية أو الناقلية الكهربائية
- السماحية
- ثابت العازل
- شدة العزل
- الثوابت الكهرضغطية
- معامل سيبيك

### خواص حرارية
- الموصلية الحرارية
- معامل الانتشار
- معامل سيبيك
- الانبعاثية
- معامل التمدد الحراري
- الحرارة النوعية
- حرارة التبخر
- حرارة الانصهار
- تلقائية الاشتعال
- اشتعالية
- ضغط البخار
- درجة حرارة الاشتعال الذاتي
- درجة الحرارة الحرجة
- درجة حرارة انتقال زجاجية
- مخطط اتزان الأطوار
- مخطط اتزان الأطوار الثنائي
- نقطة التصلد الحرج
- نقطة انصهار

### خواص مغناطيسية
- مغناطيسية مسايرة
- مغناطيسية معاكسة
- مغناطيسية حديدية
- مغناطيسية حديدية مضادة

### خواص ضوئية
- انكسار الضوء
- انعكاس الضوء
- سرعة الضوء
- تداخل
- حيود الضوء

### خواص صوتية
- سرعة الصوت

### خواص إشعاعية
- عمر النصف
- أشعة بيتا
- أشعة سينية
- أشعة غاما
- إشعاع شيرينكوف

## اقرأ أيضا
- قائمة الخواص الترموديناميكية
- خاصية كيميائية
- خاصية مكثفة وخاصية شمولية